# Vitrac-Saint-Vincent
Vitrac-Saint-Vincent è un comune francese di 530 abitanti situato nel dipartimento della Charente, nella regione della Nuova Aquitania.

## Società

### Evoluzione demografica
Abitanti censiti